# Alatri
Alatri és una ciutat italiana a la província de Frosinone i a la regió del Laci, a la Vall Llatina. L'any 2007 tenia 28.159 habitants.
Antigament era coneguda amb el nom d'Alatrium o Aletrium. Va ser una de les principals ciutats dels hèrnics situada a prop de la via Llatina, a unes 7 milles romanes de Ferentínum.
Era una de les ciutats més importants de l'anomenada Lliga Hèrnica. Quan aquesta nació va fer un consell general l'any 306 aC per decidir sobre la guerra amb Roma, Alatri, Ferentínum i Verules van votar en contra. Després de la derrota dels hèrnics, Roma els va agrair el vot, permetent que conservaren les pròpies lleis, que preferien a la ciutadania romana amb dret de connubi entre els romans i els habitants de les tres ciutats, segons diu Titus Livi. Ciceró diu que era un municipi important que va albergar una colònia romana en una data no coneguda. Encara es conserven les muralles, la ciutadella i una part de la ciutat antiga.